# Gran Premio motociclistico di Spagna 1951
Il Gran Premio motociclistico di Spagna fu il primo appuntamento del motomondiale 1951.
Primo GP di Spagna valido per il Motomondiale, si svolse il 7 e 8 aprile 1951 sul Circuito del Montjuïc (il 7 aprile si svolsero le gare di 350 e sidecar, l'8 le gare di 125 e 500).
In 125 si registra la prima vittoria di Guido Leoni, davanti ad Ubbiali, entrambi su FB Mondial. Degna di nota la prestazione delle Montesa di Juan Soler Bultó (cugino del futuro fondatore della Bultaco Francisco Bultó) e Arturo Elizalde.
In 350, Tommy Wood ottenne la sua terza vittoria consecutiva al Montjuïc in sella alla sua Velocette. Il pilota britannico corse il GP in tutte le categorie delle moto sciolte.
La 500, vinta da Umberto Masetti, fu segnata da diversi incidenti. Masetti fu avvantaggiato dall'assenza di Geoff Duke, impegnato quello stesso giorno in una gara internazionale a Marsiglia.
Tra i sidecar, nuova vittoria di Eric Oliver su Ercole Frigerio.

## Classe 500
29 piloti alla partenza, 6 al traguardo.

### Arrivati al traguardo
| Pos. | Pilota           | Moto      | Tempo         | Punti |
| ---- | ---------------- | --------- | ------------- | ----- |
| 1    | Umberto Masetti  | Gilera    | 2h 10' 56" 22 | 8     |
| 2    | Tommy Wood       | Norton    | +1' 00" 78    | 6     |
| 3    | Arciso Artesiani | MV Agusta | +2 giri       | 4     |
| 4    | Roger Montané    | Norton    | +2 giri       | 3     |
| 5    | Carlo Bandirola  | MV Agusta | +5 giri       | 2     |
| 6    | Ernesto Vidal    | Norton    | +9 giri       | 1     |

### Ritirati
| Pilota             | Moto       | Motivo ritiro |
| ------------------ | ---------- | ------------- |
| Fernando Aranda    | Moto Guzzi | caduta        |
| Hans Stamm         | Gilera     |               |
| Eric Oliver        | Norton     | caduta        |
| Leslie Graham      | MV Agusta  | avaria        |
| Bruno Bertacchini  | MV Agusta  | caduta        |
| Enrico Lorenzetti  | Moto Guzzi |               |
| Fergus Anderson    | Moto Guzzi | caduta        |
| Nello Pagani       | Gilera     |               |
| Alfredo Milani     | Gilera     | avaria        |
| Georges Houel      | Gilera     | caduta        |
| Felice Benasedo    | Gilera     |               |
| Giulio Galbiati    | Moto Guzzi | caduta        |
| Bill Petch         | AJS        |               |
| Bob Matthews       | Norton     | caduta        |
| Raymond Becquevort | AJS        | caduta        |
| Jack Raffeld       | AJS        | caduta        |
| Werner Gerber      | Norton     |               |
| Julien Deronne     | Norton     | caduta        |
| Bill Beevers       | Velocette  | caduta        |
| Guido Leoni        | Moto Guzzi | caduta        |

## Classe 350
21 piloti alla partenza, 12 al traguardo.

### Arrivati al traguardo
| Pos | Pilota          | Moto       | Tempo      | Punti |
| --- | --------------- | ---------- | ---------- | ----- |
| 1   | Tommy Wood      | Velocette  | 1h 36' 21" | 8     |
| 2   | Leslie Graham   | Velocette  | +2' 30"    | 6     |
| 3   | Bill Petch      | AJS        | +1 giro    | 4     |
| 4   | Fernando Aranda | Moto Guzzi | +1 giro    | 3     |
| 5   | Jack Raffeld    | Velocette  | +1 giro    | 2     |
| 6   | John Grace      | Norton     | +1 giro    | 1     |
| 7   | Bob Matthews    | Velocette  | +1 giro    |       |
| 8   | Antonio Creus   | AJS        | +1 giro    |       |
| 9   | J. Buira        | AJS        | +1 giro    |       |
| 10  | Len Parry       | Velocette  | +1 giro    |       |
| 11  | Alfredo Flores  | Velocette  | +2 giri    |       |
| 12  | J. Gomar        | AJS        | +4 giri    |       |

### Ritirati
| Pilota             | Moto       | Motivo ritiro |
| ------------------ | ---------- | ------------- |
| Javier de Ortueta  | Velocette  |               |
| Auguste Goffin     | Norton     | caduta        |
| Georges Houel      | Moto Guzzi |               |
| Pierre Vervroegen  | AJS        |               |
| Raymond Becquevort | AJS        |               |
| Werner Gerber      | AJS        |               |
| Hermann Gablenz    | Parilla    |               |
| Roland Schnell     | Parilla    |               |
| Bill Beevers       | AJS        |               |

## Classe 125
21 piloti alla partenza, 12 al traguardo.

### Arrivati al traguardo
| Pos | Pilota                  | Moto        | Tempo         | Punti |
| --- | ----------------------- | ----------- | ------------- | ----- |
| 1   | Guido Leoni             | FB Mondial  | 1h 11' 21" 85 | 8     |
| 2   | Carlo Ubbiali           | FB Mondial  | +04" 62       | 6     |
| 3   | Vittorio Zanzi          | Moto Morini | +8" 96        | 4     |
| 4   | Raffaele Alberti        | FB Mondial  | +1' 50" 15    | 3     |
| 5   | Juan Soler Bultó        | Montesa     | +3' 00" 72    | 2     |
| 6   | Arturo Elizalde         | Montesa     | +3' 40" 42    | 1     |
| 7   | Dirk Renooy             | Eysink      | +1 giro       |       |
| 8   | Antonius H. van Zutphen | Eysink      | +1 giro       |       |
| 9   | Antonie Heinemann       | Eysink      | +1 giro       |       |
| 10  | Setroc                  | MV Agusta   | +1 giro       |       |
| 11  | Gianfranco Zanzi        | FB Mondial  | +2 giri       |       |
| 12  | Jacques Vaqué           | MV Agusta   | +2 giri       |       |

### Ritirati
| Pilota          | Moto        | Motivo ritiro |
| --------------- | ----------- | ------------- |
| J. Bertrand     | Montesa     |               |
| Luigi Zinzani   | Moto Morini |               |
| Paul Feurstein  | Puch        |               |
| Leopoldo Milà   | Montesa     |               |
| Tommy Wood      | Moto Morini |               |
| Claude Soulet   | MV Agusta   |               |
| Denis Jenkinson | Montesa     |               |
| Werner Gerber   | Puch        |               |
| Felice Benasedo | MV Agusta   |               |

## Classe sidecar
12 equipaggi alla partenza, 7 al traguardo.

### Arrivati al traguardo
| Pos | Pilota          | Passeggero        | Moto       | Tempo      | Punti |
| --- | --------------- | ----------------- | ---------- | ---------- | ----- |
| 1   | Eric Oliver     | Lorenzo Dobelli   | Norton     | 1h 16' 03" | 8     |
| 2   | Ercole Frigerio | Ezio Ricotti      | Gilera     | +2' 04"    | 6     |
| 3   | Albino Milani   | Giuseppe Pizzocri | Gilera     | +2' 17"    | 4     |
| 4   | Giovanni Carrù  | Carlo Musso       | Carrù      | +1 giro    | 3     |
| 5   | Siegfried Vogel | Leo Vinatzer      | BMW        | +1 giro    | 2     |
| 6   | Marcel Masuy    | Denis Jenkinson   | Norton     | +1 giro    | 1     |
| 7   | Renato Prati    | Marino Saguato    | Moto Guzzi | +1 giro    |       |

### Ritirati
| Pilota              | Passeggero      | Moto       | Motivo ritiro |
| ------------------- | --------------- | ---------- | ------------- |
| Hans Stamm          | n.d.            | Norton     |               |
| Giulio Galbiati     | Zabini          | Moto Guzzi |               |
| Ernesto Merlo       | Dino Magri      | Gilera     |               |
| Alphonse Vervroegen | Pierre Cuvelier | F.N.       |               |
| Julien Deronne      | n.d.            | Norton     |               |